# Corriol becllarg
El corriol becllarg (Charadrius placidus) és una espècie d'ocell de la família dels caràdrids (Charadriidae) que habita durant l'estiu vores de llacs i rius al sud-est de Sibèria, est de la Xina i Honshu i Shikoku, al Japó, arribant en hivern al sud de la Xina i nord d'Indoxina.